# Martha King
Martha King (1803 - 31 de maio de 1897) foi a primeira ilustradora botânica residente na Nova Zelândia. Ela era uma talentosa jardineira e professora.

## Vida
Martha King nasceu na Irlanda em 1802 ou 1803. A família era sociniana, e é possível que King trabalhou como governanta antes de emigrar. Ela emigrou para a Nova Zelândia em dezembro de 1840.
King faleceu em sua casa em New Plymouth em 31 de maio de 1897, aos 94 anos.